# Old Harry Rocks
Die Old Harry Rocks sind zwei berühmte Kreidesäulen auf der Halbinsel Isle of Purbeck an der Küste der Grafschaft Dorset, der Südküste von England.
Die Old Harry Rocks stehen 2 km östlich von Studland, etwa 4 km nordöstlich von Swanage und etwa 10 km südlich der Städte Poole und Bournemouth.  Old Harry ist ein Name für den Teufel.
Die Küste und die Klippen entlang von Ost-Devon und Dorset am Ärmelkanal gehören zu den Naturwundern der Welt. Von Orcombe Point bei Exmouth bis zu Old Harry Rocks erstreckt sich ein 155 Kilometer langer Küstenstreifen, der als erste Naturlandschaft in England von der UNESCO zum Weltnaturerbe erklärt wurde.
Orcombe Point ist durch eine Geo-Nadel gekennzeichnet, er zeigt den Ausgangspunkt für die World Heritage Tour. Die Steinschichten entlang der Jurassic Coast sind leicht nach Osten gekippt. Deswegen wird der älteste Teil der Küste im westlichen Bereich gefunden, progressiv jüngere Gesteine bilden die Klippen hier weiter östlich.